# ناظم الطبقجلي
ناظم كامل أفندي الطبقجلي الرفاعي ( 1913 - 1959)  هو ضابط قائد عسكري في الجيش العراقي، برتبة عميد ركن، وكان عضواً في تنظيم الضباط الوطنيين، وهو التنظيم الذي قام بالإطاحة بالحكم الملكي في العراق عن طريق القيام بحركة تموز 1958م. ولقد أعدم رميا بالرصاص في عام 1379هـ/ 1959م.

## ما بعد ثورة 14 تموز
كان الطبقجلي أقدم رتبة من عبد الكريم قاسم، ونقل بعد الثورة قائدا للفرقة الثانية في محافظة كركوك حيث كان الجيش العراقي مكون من أربعة فرق عسكرية كل فرقة مكونة من ثلاثة ألوية وكل لواء من أربعة أفواج أو كتائب وكل كتيبة من أربعة فصائل تكون بأمرة ملازم ثان أو ملازم أول، وكان ناظم الطبقجلي معروفا بمهنيته العالية وشخصيتة القوية وذو دماثة خلق وسلوك مؤدب، ولقد أكمل دراسته العسكرية في بريطانيا، ويتمتع بثقافة معاصرة ويتحدث اللغة الإنكليزية بطلاقة، ولم تكن له أي اهتمامات سياسية سوى انخراطه في تنظيم الضباط الوطنيين، ويذكره أبناء كركوك في تسخير أمكانياته وإمكانيات فرقته العسكرية في أعمار المحافظة وتنميتها، وبعد انقلاب الشواف، اتهم بمشاركته فيه بعدما ذكر اسمه في بيان الانقلاب، رغم انه نفى ذلك، ولكن مع السنين صدرت كتب من الانقلابيين أنفسهم أمثال محمود الدرة وغيرهم كشفوا فيه دور الطبقجلي في الانقلاب .

## وفاته

في ساحة الإعدام من اليمين إلى اليسار: النقيب هاشم الدبوني ، العقيد رفعت الحاج سري ، العقيد خليل سلمان، العميد الركن ناظم الطبقجلي ، المقدم الركن عزيز احمد شهاب، النقيب يحيى حسين الحماوي

حكم على ناظم الطبقجلي بالإعدام بعدما أُتهم بالاشتراك في انقلاب الشواف عام 1959م، ولقد نفى التهمة متحديا المحكمة في إبراز ما يثبت تآمره، وعرض أمام المحكمة المنقولة مباشرة عبر شاشات التلفزيون آثار إهانته ووحشية تعذيبه بعد أن قطعت رتبه وحلاقة رأسه أسوة بالمجرمين ثم مالبث أن سكت ودمعت عيناه قائلا «لا يمكن لكرامتي تتحمل أن أكمل ما فعلوا بي أثناء التحقيق من قبل شذاذ الآفاق». وبعد عدة جلسات أصدر رئيس المحكمة المهداوي حكما بالإعدام على ناظم الطبقجلي والعقيد رفعت الحاج سري وبقية المتهمين، ثم سيقوا إلى ساحة الإعدام في منطقة أم الطبول على حدود بغداد الجنوبية الغربية حيث صوروا قبل وأثناء الإعدام، ودعى الحزب الشيوعي انصاره لحضور الإعدام حيث أطلقت الشعارات الماركسية وشعارات أخرى تمجد برئيس الوزراء عبد الكريم قاسم، ولقد واجه الطبقجلي وزملائه من أعضاء تنظيم الضباط الوطنيين «الأحرار» الكاميرات والمدعوين باللامبالاة ووصف المشهد مؤيدوا الطبقجلي بالاستهزاء والشموخ. وبعد الإعدام المدوي للطبقجلي ورفعت الحاج سري والآخرين، أنقلب الكثير من الضباط الذين كانوا مع عبد الكريم قاسم إلى الصف المعارض له، كما أقسم الضباط من خصوم قاسم في تصريح موجه إلى قاسم بانهم سيطيحون بهِ ويعدمونه بنفس الطريقة،
بعد أربعة سنوات وعند قيام الخصوم بانقلاب عسكري سمي حركة 8 شباط 1963، سيق الزعيم عبد الكريم قاسم ومعه ابن أخته المهداوي رئيس المحكمة، إلى المحكمة الصورية في محطة تلفزيون بغداد، وبعد المحكمة اعدم قاسم وزملائه من الضباط، ثم بدأ تشييد جامع أم الطبول الفخم، وفي عهد الرئيس أحمد حسن البكر، جلبت رفاة الطبقجلي وزملائه ليدفنوا في باحة خاصة بالمعدومين والمقتولين في انقلاب الشواف بجامع أم الطبول في مراسيم دفن عسكرية رسمية مع تأبين حكومي رسمي لهم.